# L’Île-d’Yeu (tổng)
Tổng L'Île-d'Yeu là một tổng, nằm ở tỉnh la Vendée trong vùng Pays de la Loire.

## Các xã
Tổng L'Île-d'Yeu gồm xã sau
- L'Île-d'Yeu: 4 807 người (2005).